# Die Heimkehr (Bernhard Schlink)
Die Heimkehr ist ein Roman von Bernhard Schlink aus dem Jahr 2006.
In dem Roman geht es um die Suche eines unehelich geborenen Jungen nach seinem unbekannten Vater. Er entdeckt auf dem Dachboden ein Manuskript mit dem Odyssee-Thema, das ihn schließlich auf die Spuren des verschollenen Vaters führt.
Themen der Odyssee, die Irrfahrten des Helden, eine jahrelange Abwesenheit von Ehemann und Vater, eine Rückkehr, die allerdings bei Homer eine glückliche ist, im Gegensatz zur Heimkehr in Schlinks Buch, ist die Folie, auf der Schlink sein Buch, das zugleich Entwicklungsroman – mit eingestreuten Reflexionen über ethisch-moralische Fragen –, Liebesroman und Heimkehrerroman ist, entwickelt.

## Form
Der in der Ich-Form erzählte Roman ist in fünf Teile gegliedert. Der erste behandelt Kindheit und Jugend des Protagonisten Peter Debauer, der zweite seine erste Liebe Barbara, im dritten Teil geht es um die Irrungen und Wirrungen seiner Liebesgeschichten und im vierten Teil wieder um seine Beziehung zu Barbara, die belastet wird, als er erfährt, wer sein leiblicher Vater ist. Im fünften und letzten Teil geht es um die Begegnung mit dem Vater.
Jeder Teil ist in circa 16 Kapitel unterteilt, in denen der Schauplatz der Ereignisse jeweils derselbe bleibt, bei Veränderung des Ortes beginnt ein neues Kapitel.
Der Roman, der zu großen Teilen in den 1980er Jahren spielt, wird nicht durchgehend chronologisch erzählt.

## Personen
Die Beziehungen der Personen zueinander, die zu Beginn des Romans noch ungeklärt bleiben, werden erst im Verlaufe des Buches deutlich.
Die sehr belesenen und gebildeten Großeltern in der Schweiz, bei denen der Protagonist seine Ferien verbringt, verfassen für ihren Lebensunterhalt Heftchenromane, die sie in der Nacht korrigieren, während sie sich tagsüber dem Enkel widmen.
Der angebliche „Tod“ – das Verschwinden ihres einzigen Sohnes – macht ihnen sehr zu schaffen. Auf Ausflügen wecken sie in ihrem Enkel die Liebe zur Natur. Für das Kind verkörpern sie das Gute, die Sicherheit, die Ruhe und Schönheit der Schweiz.
Der Vater des Jungen, Johann Debauer, ist ein Mann mit vielen Namen – John de Baur, Scholler, Vonlanden –, die er je nach Umständen wechselt. Er führt ein unstetes Leben mit wechselnden Frauenbeziehungen. Er ist Lehrer von Beruf und gewinnt nicht nur leicht die Sympathie der Studenten, sondern wird auch von seinem Sohn gegen seinen Willen bewundert.
Die Mutter, jung und lebensfroh, muss sich der schwierigen Situation einer ledigen Mutter stellen. Sie arbeitet viel, um dem Kind alles Materielle zu bieten, Liebe und Zärtlichkeit bleiben dabei auf der Strecke. Auch sie selbst lebt einsam und ohne Liebesbeziehungen. Mit dem Sohn hat sie große Pläne, er soll Karriere machen. Über die Vergangenheit und besonders über den Vater des Jungen schweigt sie sich aus.
Peter, der Protagonist der Handlung, ist von dem Fund des Manuskripts fasziniert, die Suche nach dem Autor der Heimkehrgeschichte hält ihn jahrelang in Bann. Auf seinem unsteten und unruhigen Lebensweg begegnet er auch Menschen, mit deren Leben er eng verbunden ist, ohne dass es ihm bewusst wird.
Barbara, die seine Lebensgefährtin wird, ist sein Ankerpunkt und fester Halt im Leben. Vertrautheit, Unternehmungsgeist und Lebenslust findet er bei ihr, wenn er auch ihre Liebe durch seine Unruhe und Unverlässlichkeit immer wieder strapaziert. Sie verhält sich ihm gegenüber verständnisvoll und sucht seinen Kampfgeist zu wecken.

## Orte der Handlung
Die Haupthandlung ist im Deutschland der Nachkriegszeit angesiedelt, Nebenschauplätze sind die Schweiz und die USA.

### Schweiz
Der Großvater lebt in seiner Kindheit in einem Dorf, das von einem Bergsturz getroffen wird. Da das Elternhaus dabei zerstört wird, ziehen sie für 5 Jahre nach Amerika, um danach wieder in der Schweiz zu leben.

Im Alter leben die Großeltern in einem kleinen beschaulichen Haus. Der Standort dieses Hauses ist in der Nähe des Zürichsees in ländlicher Umgebung in der Nähe einer großen Stadt anzusiedeln. Ausflüge führen sie mit ihrem Enkel Peter zur Ufenau oder ins Schloss Rapperswil.
Die Schweiz ist bei Schlink im gesamten Buch eine Metapher für die Reinheit der Natur und ihrer Begleiterscheinungen, die unter anderem Bescheidenheit, Freiheit, Zufriedenheit und Gerechtigkeit sind. Das wird illustriert durch die Gärten, die der Selbstversorgung dienen und in denen die Kinder spielen können, aber auch durch die Schilderung der vielen Spaziergänge, die den Wanderer mit der Natur und den darin lebenden Tieren verbinden. Man liest nur Zeitschriften, die auch eine tatkräftige Aussage beinhalten, die der Moral zum Guten angehört.

### Deutschland
Deutschland, das durch die Mauer lange Zeit getrennt ist, wird oftmals durch die kleinen Unterschiede charakterisiert, die wir gerne mit Schwarz-weiß-Malerei bezeichnen. Es sind dies die Gegensätze zwischen Arm und Reich, aber auch zwischen fortschrittlichem Denken, und dem am Alten festhaltenden Gedankengut der unteren Bevölkerungsschicht, die dem Arbeiterstand nicht entfliehen konnte und zur Bildung kaum Zugang fand. Im Gegensatz zu der Schweiz ist Deutschland niemals als erholsamer Ort beschrieben, wo Menschen sich erholen und neu begeistern können.
Es gibt drei Orte, die zur Handlung hauptsächlich beitragen. Breslau ist die Stadt, in der sich seine Eltern kennengelernt haben. Hier beginnt die Odyssee, eine Irrfahrt und Suche nach dem Verschwinden seines Erzeugers. Um diese Stadt ranken sich Zweifel und Fragen wie enge Gassen. Selbst die Häuser mit ihrem abweisenden Charakter scheinen etwas Bedrohliches in sich zu bergen. Das Unfreundliche wird durch Passanten und in der Stadt lebende Menschen noch verstärkt, die das Helle und Freundliche nicht mehr suchen. Als Gegensatz steht jene Stadt, in der Peter sich schließlich niederlässt. Sie birgt die Ruhe und Heimat in sich. Vertraut wirken die Gärten mit ihren Bäumen, die ein wenig die Erinnerung an den Garten bei den Großeltern weckt. Peter kann sich in ihr zusammen mit seiner Geliebten wohl fühlen und das Ende seiner Suche genießen. Aus dieser Stadt führen viele Wege hinaus zu immer neuen gemeinsamen Erlebnissen, aber sie führen auch immer wieder heim in das Zuhause, in dem Rituale gepflegt werden, die Geborgenheit vermitteln.
Nach dem Mauerfall wird Ost-Berlin, und mit ihm auch der restliche Osten, genauer erkundet. Peter Debauer doziert während eines Semesters an der Humboldt-Universität. Der rückständige Osten löst in Debauer ein falsches Gefühl von Heimat aus, das hauptsächlich auf wach werdende Erinnerungen zurückzuführen ist. Der Osten ist und bleibt für ihn ein Ort der Arbeit; für das Lieben und Geliebtwerden wählt man beschaulichere Orte. Häuser wie Menschen wirken auf ihn verschlafen und grau, und das Gedankliche hält dem keineswegs stand, wenn er behauptet, die Stadt verliere den Verputz. Faszinierend ist die Beschreibung mit dem Vergleich der Melancholie, die man empfindet, in diesem Warteraum der Geschichte.

### Sibirien
Sibirien, das Land mit seinen breiten Flüssen, die es zu durchschwimmen gilt, seinen Wäldern und Einöden, ist der Ort, in dem sich die „Heimkehrergeschichte“ des Vaters abspielt. Bei allen Entbehrungen und Gefahren wird Sibirien zu dem Ort, in dem der Vater für eine Zeitlang in der Liebe zu einer Frau Ruhe und Glück findet.

### USA
New York ist der Inbegriff Peters einstiger Wünsche und Emotionen. Es ist die Stadt, in der man ungebunden und zeitlos ohne Vergangenheit sich verwirklicht. Es ist der Wohnsitz seines Vaters, auch seine Vergangenheit scheint keine Rolle zu spielen, hier ist jeder der, für den die anderen ihn gerne halten. Hier wird die Frage nach der Wirklichkeit und der Interpretation aufgeworfen. Das Studieren wird leichtgemacht und keiner fragt nach dem wirklichen Namen; man ist der, für den man sich ausgibt. Es ist der Ort der Geselligkeiten bei Einladungen zum Essen und sportlichen Zusammenkünften. Nie wird die Enge der Häuser bemängelt; überall findet der Erholungssuchende Grünanlagen mit einer gewissen Weite. Sogar das Familienleben ist von einer Idylle geprägt, die auf Geborgenheit und Verständnis basiert. Durch das dringende Verlangen, seinen Vater und das Ende der Geschichte zu erfahren, vergisst er zwischendurch, wer er auf Grund seines bereits gelebten Lebens und seiner Erfahrungen wirklich ist und wen er liebt. Ganz Amerika auch steht für eine glitzernde Welt, in der die Wünsche verwirklicht werden können. Jedoch fehlt das Erforschen der Bedürfnisse der Menschen, die in ihrem sozialen Netz gefangen sind und an ihren Grenzen angelangt, sich ihres Selbsterhaltungstriebs besinnen und auch entsprechend reagieren. Die heile Welt der unbegrenzten Möglichkeiten verweist jeden Einzelnen in seine Schranken der Gedankenwelt, die auch in Amerika destruktiv sein können.

## Das ThemaLiebe
Die Liebe ist – wie es der Autor selbst formuliert – „… kein Gefühl, es ist Willenssache.“
Als Idealfall für die Liebe gilt die Beziehung zwischen Johann und seiner amerikanischen Familie. Was hingegen Peter und Barbara verbindet, ist das Suchen nach der Gemeinsamkeit, bei der man in der Nähe des andern sich selbst annimmt und aus diesem Wohlsein auch Neues entdecken möchte. Aber der Protagonist muss lernen, dass er für die Liebe kämpfen muss. 
Die Liebe zu Barbara ist der Kern des Geschehens. Peter, der nach seiner Geschichte sucht, sucht auch nach dem Ursprung der ihm vorenthaltenen Liebe. Die nicht erlebte Liebe seiner Eltern ihm gegenüber und das Fehlen liebevoller Worte über den Vater, welche die Mutter dem Sohn nie aussprach, sind die Basis für seine verfehlten Beziehungen zu Frauen. Die mangelnde Zuneigung seiner Mutter führt zu einer Flucht des Jungen in die Welt der Bücher, in der er seine Fantasien ausleben kann. Wirkliche Liebe erfährt er nur bei den Großeltern. Auf der Suche nach dem Vater, nach dessen Zuneigung und Zärtlichkeit, entfernt sich Peter von der Liebe, die ihm Barbara entgegenbringt.

## Rezeption
Schlinks Roman hat in der Presse durchweg negative Reaktionen hervorgerufen, die gelegentlich bis zu einem Totalverriss gehen. Übereinstimmend bemängelt werden die schwache literarische Qualität, die konstruierte Handlung und die blassen Figuren, die zu reinen „Ideenträgern degradiert“ seien.
So ist nach der Kritik des Münchner Merkur  „dieser Westentaschen-Odysseus Schlinks […] nur ein synthetisches Produkt, mehr Kunststoff als Kunst...“
Alexander Leopold von der TAZ nennt den Roman den „Versuch eines großen Wurfs“, und bei einem Versuch sei es leider auch geblieben, wobei Schlinks Personal wie eine Versammlung von „Pappkameraden“ wirke und der Leser „mitten in einem öden, träge vor sich hin dämmernden Roman“ stehe.
Gustav Seibt von der Süddeutschen Zeitung begrüßt zwar Schlinks Einfall, das Schicksal von Paul de Man, einem aus Belgien stammenden Literaturwissenschaftler, der im Zweiten Weltkrieg antisemitische Artikel schrieb und später in den USA eine Karriere als Universitätsprofessor machte, für seinen Roman adaptiert zu haben, hält den übrigen Roman aber für „narratives Styropor“ und „intellektuelles Ornament“.

## Ausgaben
- Die Heimkehr. Diogenes Verlag, Zürich 2006. ISBN 3-257-06510-8
- Die Heimkehr. Audiobook. Sprecher Hans Korte. 8 CDs